# World Padel Tour 2016
 (novembre 2023).
La mise en forme du texte ne suit pas les recommandations de Wikipédia : il faut le « wikifier ».
Les points d'amélioration suivants sont les cas les plus fréquents :
- Les titres sont pré-formatés par le logiciel. Ils ne sont ni en capitales, ni en gras.
- Le texte ne doit pas être écrit en capitales (les noms de famille non plus), ni en gras, ni en italique, ni en « petit »…
- Le gras n'est utilisé que pour surligner le titre de l'article dans l'introduction, une seule fois.
- L'italique est rarement utilisé : mots en langue étrangère, titres d'œuvres, noms de bateaux, etc.
- Les citations ne sont pas en italique mais en corps de texte normal. Elles sont entourées par des guillemets français : « et ».
- Les listes à puces sont à éviter, des paragraphes rédigés étant largement préférés. Les tableaux sont à réserver à la présentation de données structurées (résultats, etc.).
- Les appels de note de bas de page (petits chiffres en exposant, introduits par l'outil «  Source ») sont à placer entre la fin de phrase et le point final[comme ça].
- Les liens internes (vers d'autres articles de Wikipédia) sont à choisir avec parcimonie. Créez des liens vers des articles approfondissant le sujet. Les termes génériques sans rapport avec le sujet sont à éviter, ainsi que les répétitions de liens vers un même terme.
- Les liens externes sont à placer uniquement dans une section « Liens externes », à la fin de l'article. Ces liens sont à choisir avec parcimonie suivant les règles définies. Si un lien sert de source à l'article, son insertion dans le texte est à faire par les notes de bas de page.
- La présentation des références doit suivre les conventions bibliographiques. Il est recommandé d'utiliser les modèles {{Ouvrage}}, {{Chapitre}}, {{Article}}, {{Lien web}} et/ou {{Bibliographie}}. Le mode d'édition visuel peut mettre en forme automatiquement les références.
- Insérer une infobox (cadre d'informations à droite) n'est pas obligatoire pour parachever la mise en page.

Pour une aide détaillée, merci de consulter Aide:Wikification.
Si vous pensez que ces points ont été résolus, vous pouvez retirer ce bandeau et améliorer la mise en forme d'un autre article.
Navigation
World Padel Tour 2015 World Padel Tour 2017
Le World Padel Tour 2016 est la quatrième édition du circuit professionnel de padel World Padel Tour, fondé en 2013. Cette édition s'est déroulée tout au long de l'année 2016, regroupant 19 tournois de catégories masculines et féminines.

## Calendrier
Les tournois se partagent en trois catégories, répartissant de manière différente les points :
- Master

- Open

- Challenger
A la fin de l'année se déroule le Master Final, réunissant les 16 meilleurs joueurs et joueuses de l’année au classement Race du WPT.
Le calendrier de l'année 2016 est le suivant :
| Tournoi                  | Ville                        | Pays      | Dates                       | Ref    |
| ------------------------ | ---------------------------- | --------- | --------------------------- | ------ |
| Gijón Open               | Gijón                        | Espagne   | 28 mars - 3 avril           | [ 3 ]  |
| Valencia Master          | Valence                      | Espagne   | 18 avril - 24 avril         | [ 4 ]  |
| Barcelona Master         | Barcelone                    | Espagne   | 2 mai - 8 mai               | [ 5 ]  |
| Las Rozas Open           | Las Rozas de Madrid          | Espagne   | 23 mai - 29 mai             | [ 6 ]  |
| Lisboa Challenger        | Lisbonne                     | Portugal  | 30 mai - 5 juin             | [ 7 ]  |
| Palma de Mallorca Open   | Palma                        | Espagne   | 20 juin - 26 juin           | [ 8 ]  |
| Barcelona Challenger     | Barcelone                    | Espagne   | 27 juin - 3 juillet         | [ 9 ]  |
| Valladolid Open          | Valladolid                   | Espagne   | 4 juillet - 10 juillet      | [ 10 ] |
| Gran Canaria Open        | Las Palmas de Grande Canarie | Espagne   | 25 juillet - 31 juillet     | [ 11 ] |
| Costa del Sol Challenger | Mijas                        | Espagne   | 8 août - 14 août            | [ 12 ] |
| La Nucía Open            | La Nucia                     | Espagne   | 22 août - 28 août           | [ 13 ] |
| Montecarlo Padel Master  | Monaco                       | Monaco    | 5 septembre - 11 septembre  | [ 14 ] |
| Madrid Challenger        | Madrid                       | Espagne   | 12 septembre - 18 septembre | [ 15 ] |
| Sevilla Open             | Séville                      | Espagne   | 19 septembre - 25 septembre | [ 16 ] |
| La Coruña Open           | La Corogne                   | Espagne   | 10 octobre - 16 octobre     | [ 17 ] |
| Zaragoza Open            | Saragosse                    | Espagne   | 24 octobre - 30 octobre     | [ 18 ] |
| Mendoza Open             | Mendoza                      | Argentine | 31 octobre - 5 novembre     | [ 19 ] |
| Buenos Aires Master      | Buenos Aires                 | Argentine | 7 novembre - 13 novembre    | [ 20 ] |
| Euskadi Open             | Saint-Sébastien              | Espagne   | 28 novembre - 4 décembre    | [ 21 ] |
| Madrid Master Final      | Madrid                       | Espagne   | 14 décembre - 18 décembre   | [ 22 ] |

## Résultats

### Compétition masculine
| Master       |
| Open         |
| Challenger   |
| Master Final |

| Tournoi                      | Vainqueurs                       | Finalistes                          | Résultat        | Refs.  |
| ---------------------------- | -------------------------------- | ----------------------------------- | --------------- | ------ |
| Gijón                        | Fernando Belasteguín Pablo Lima  | Maxi Sánchez Matías Díaz            | 6-1 / 6-4       |        |
| Valence                      | Paquito Navarro Sanyo Gutiérrez  | Maxi Sánchez Matías Díaz            | 7-6 / 7-6       |        |
| Barcelone                    | Fernando Belasteguín Pablo Lima  | Juan Martín Díaz Cristián Gutiérrez | 6-2 / 6-3       |        |
| Las Rozas de Madrid          | Fernando Belasteguín Pablo Lima  | Paquito Navarro Sanyo Gutiérrez     | 6-1 / 6-2       |        |
| Lisbonne                     | Matías Marina Alejandro Ruiz     | José Antonio García Rubén Rivera    | 6-3 / 7-6       | [ 23 ] |
| Palma de Majorque            | Fernando Belasteguín Pablo Lima  | Juan Martín Díaz Cristián Gutiérrez | 7-6 / ab.       |        |
| Barcelone                    | Gonzalo Rubio Javier Ruiz        | Matías Marina Alejandro Ruiz        | 4-6 / 6-4 / 6-3 | [ 9 ]  |
| Valladolid                   | Fernando Belasteguín Pablo Lima  | Paquito Navarro Sanyo Gutiérrez     | 7-6 / 7-5       |        |
| Las Palmas de Grande Canarie | Fernando Belasteguín Pablo Lima  | Paquito Navarro Sanyo Gutiérrez     | 6-0 / 6-4       |        |
| Mijas                        | Franco Stupaczuk Federico Quiles | Pedro Alonso-Martínez Javier Ruiz   | 2-6 / 7-6 / 7-6 | [ 24 ] |
| La Nucia                     | Paquito Navarro Sanyo Gutiérrez  | Fernando Belasteguín Pablo Lima     | ab.             |        |
| Monaco                       | Fernando Belasteguín Pablo Lima  | Maxi Sánchez Matías Díaz            | 6-3 / 6-2       |        |
| Madrid                       | Gonzalo Díaz Luciano Capra       | Borja Yribarren Juan Manuel Vázquez | 6-2 / 4-6 / 6-3 | [ 25 ] |
| Séville                      | Fernando Belasteguín Pablo Lima  | Paquito Navarro Sanyo Gutiérrez     | 6-4 / 6-2       |        |
| La Corogne                   | Fernando Belasteguín Pablo Lima  | Paquito Navarro Sanyo Gutiérrez     | 6-7 / 6-4 / 6-3 | [ 26 ] |
| Saragosse                    | Fernando Belasteguín Pablo Lima  | Maxi Sánchez Matías Díaz            | 6-1 / 6-2       |        |
| Mendoza                      | Maxi Sánchez Matías Díaz         | Paquito Navarro Sanyo Gutiérrez     | 6-4 / 7-5       | [ 27 ] |
| Buenos Aires                 | Fernando Belasteguín Pablo Lima  | Paquito Navarro Sanyo Gutiérrez     | 6-3 / 6-7 / 6-3 | [ 28 ] |
| Saint-Sébastien              | Fernando Belasteguín Pablo Lima  | Paquito Navarro Sanyo Gutiérrez     | 6-2 / 6-4       | [ 29 ] |
| Madrid Master Final          | Paquito Navarro Sanyo Gutiérrez  | Miguel Lamperti Juani Mieres        | 6-3 / 6-4       | [ 30 ] |

### Compétition féminine
| Master       |
| Open         |
| Challenger   |
| Master Final |

| Tournoi                      | Vainqueurs                                | Finalistes                                | Résultat                       | Refs.                          |
| ---------------------------- | ----------------------------------------- | ----------------------------------------- | ------------------------------ | ------------------------------ |
| Gijón                        | Tournoi exclusivement masculin            | Tournoi exclusivement masculin            | Tournoi exclusivement masculin | Tournoi exclusivement masculin |
| Valence                      | Alejandra Salazar Marta Marrero           | Mapi Sánchez Alayeto Majo Sánchez Alayeto | 6-2 / 7-6                      | [ 31 ]                         |
| Barcelone                    | Elisabet Amatriain Patricia Llaguno       | Cecilia Reiter Carolina Navarro           | 6-1 / 4-6 / 6-2                |                                |
| Las Rozas de Madrid          | Alejandra Salazar Marta Marrero           | Mapi Sánchez Alayeto Majo Sánchez Alayeto | 6-3 / 2-6 / 6-1                |                                |
| Lisbonne                     | Tournoi exclusivement masculin            | Tournoi exclusivement masculin            | Tournoi exclusivement masculin | Tournoi exclusivement masculin |
| Palma de Majorque            | Mapi Sánchez Alayeto Majo Sánchez Alayeto | Alejandra Salazar Marta Marrero           | 3-6 / 6-4 / 6-3                |                                |
| Barcelone                    | Catalina Tenorio Victoria Iglesias        | Lucía Sainz Gemma Triay                   | 3-6 / 6-4 / 7-6                | [ 9 ]                          |
| Valladolid                   | Mapi Sánchez Alayeto Majo Sánchez Alayeto | Lucía Sainz Gemma Triay                   | 6-1 / 6-1                      |                                |
| Las Palmas de Grande Canarie | Tournoi exclusivement masculin            | Tournoi exclusivement masculin            | Tournoi exclusivement masculin | Tournoi exclusivement masculin |
| Mijas                        | Tournoi exclusivement masculin            | Tournoi exclusivement masculin            | Tournoi exclusivement masculin | Tournoi exclusivement masculin |
| La Nucia                     | Mapi Sánchez Alayeto Majo Sánchez Alayeto | Alejandra Salazar Marta Marrero           | 7-6 / 6-4                      |                                |
| Monaco                       | Alejandra Salazar Marta Marrero           | Elisabet Amatriain Patricia Llaguno       | 6-0 / 6-2                      |                                |
| Madrid                       | Tournoi exclusivement masculin            | Tournoi exclusivement masculin            | Tournoi exclusivement masculin | Tournoi exclusivement masculin |
| Séville                      | Alejandra Salazar Marta Marrero           | Lucía Sainz Gemma Triay                   | 6-3 / 7-5                      |                                |
| La Corogne                   | Alejandra Salazar Marta Marrero           | Elisabet Amatriain Patricia Llaguno       | 6-4 / 6-3                      |                                |
| Saragosse                    | Alejandra Salazar Marta Marrero           | Mapi Sánchez Alayeto Majo Sánchez Alayeto | 7-5 / 6-4                      |                                |
| Mendoza                      | Tournoi exclusivement masculin            | Tournoi exclusivement masculin            | Tournoi exclusivement masculin | Tournoi exclusivement masculin |
| Buenos Aires                 | Tournoi exclusivement masculin            | Tournoi exclusivement masculin            | Tournoi exclusivement masculin | Tournoi exclusivement masculin |
| Saint-Sébastien              | Alejandra Salazar Marta Marrero           | Mapi Sánchez Alayeto Majo Sánchez Alayeto | 6-3 / 6-2                      |                                |
| Madrid Master Final          | Mapi Sánchez Alayeto Majo Sánchez Alayeto | Alejandra Salazar Marta Marrero           | 6-2 / 7-6                      |                                |

## Classement final
Ci-dessous les classements du circuit World Padel Tour à la fin de la saison 2016, après le dernier tournoi.

### Classement individuel masculin
| N.º | Nom                  | Points |
| --- | -------------------- | ------ |
| 1   | Fernando Belasteguín | 14.640 |
| 1   | Pablo Lima           | 14.640 |
| 3   | Sanyo Gutiérrez      | 9.310  |
| 3   | Paquito Navarro      | 9.310  |
| 5   | Matías Díaz          | 6.475  |
| 5   | Maxi Sánchez         | 6.475  |
| 7   | Juani Mieres         | 5.085  |
| 7   | Miguel Lamperti      | 5.085  |
| 9   | Juan Martín Díaz     | 3.875  |
| 10  | Adrián Allemandi     | 3.600  |
| 10  | Agustín Gómez        | 3.600  |
| 12  | Cristián Gutiérrez   | 3.245  |
| 13  | Ramiro Moyano        | 2.615  |
| 13  | Maxi Grabiel         | 2.615  |
| 15  | Franco Stupaczuk     | 2.515  |

### Classement individuel féminin
| N.º | Nom                       | Points |
| --- | ------------------------- | ------ |
| 1   | Marta Marrero             | 9.920  |
| 1   | Alejandra Salazar         | 9.920  |
| 3   | Mapi Sánchez Alayeto      | 7.230  |
| 3   | Majo Sánchez Alayeto      | 7.230  |
| 5   | Patricia Llaguno          | 5.700  |
| 5   | Elisabet Amatriaín        | 5.700  |
| 7   | Carolina Navarro          | 4.050  |
| 7   | Cecilia Reiter            | 4.050  |
| 9   | Gemma Triay               | 3.720  |
| 9   | Lucía Sainz               | 3.720  |
| 11  | Alba Galán                | 2.760  |
| 12  | Marta Ortega              | 2.580  |
| 13  | Catalina Tenorio          | 2.235  |
| 13  | Victoria Iglesias         | 2.235  |
| 15  | María del Carmen Villalba | 1.920  |